# Conchapelopia cornuticauda
Conchapelopia cornuticauda är en tvåvingeart som först beskrevs av Walley 1925.  Conchapelopia cornuticauda ingår i släktet Conchapelopia och familjen fjädermyggor. Inga underarter finns listade i Catalogue of Life.